# 井上継松
井上 継松（いのうえ つぐまつ、1883年5月 - 1966年12月24日）は、日本の海軍軍人。最終階級は海軍中将。

## 経歴
福井県出身。井上亀吉の息子として生まれる。1902年（明治35年）東京府立尋常中学校卒業。1904年（明治37年）11月、海軍兵学校（32期）を卒業し少尉候補生となり、日露戦争に「韓崎丸」乗組として出征、さらに「浅間」乗組となった。1905年（明治38年）8月、海軍少尉任官。1909年（明治42年）10月、「磐手」分隊長となり、「千代田」水雷長、「千歳」・舞鶴海兵団の各分隊長などを歴任。海軍大学校乙種学生となり、さらに海軍砲術学校高等科で学び、1911年（明治44年）12月、第15艇隊艇長に就任。1912年（明治45年）4月、練習艦隊参謀に着任し、横須賀鎮守府付、「宗谷」分隊長を歴任。1915年（大正4年）12月、海大（甲種13期）を卒業、海軍少佐に昇進し「杉」駆逐艦長となった。
1916年（大正5年）12月、第2水雷戦隊参謀となり、鎮海要港部参謀、軍令部出仕兼参謀、兼浦塩派遣軍司令部付を務め、1919年（大正8年）12月、海軍中佐に進級。1920年（大正9年）9月、舞鶴鎮守府参謀兼海岸望楼監督官に発令され、第2戦隊参謀を経て海大教官となり、1923年（大正12年）12月、海軍大佐に昇進。1925年（大正14年）12月、「出雲」艦長に就任し、海軍省教育局第1課長、「長門」艦長を歴任。1929年（昭和4年）11月、海軍少将に進級し海大教頭に就任した。
1931年（昭和6年）12月、軍令部出仕となり、第2水雷戦隊司令官を経て、海大校長に発令され、1934年（昭和9年）11月、海軍中将に進んだ。1935年（昭和10年）12月、高等技術会議議員を兼務し、1936年（昭和11年）3月、鎮海要港部司令官に着任した。軍令部出仕を経て、1937年（昭和12年）3月、待命そして予備役に編入となった。
1947年（昭和22年）11月28日、公職追放仮指定を受けた。

## 栄典
位階
- 1905年（明治38年）10月4日 - 正八位[2]
- 1907年（明治40年）11月30日 - 従七位[3]
- 1909年（明治42年）12月20日 - 正七位[4]
- 1915年（大正4年）1月30日 - 従六位[5]
- 1920年（大正9年）1月20日 - 正六位[6]
- 1924年（大正13年）1月21日 - 従五位[7]
- 1929年（昭和4年）3月15日 - 正五位[8]

勲章等
- 1915年（大正4年）11月10日 - 大礼記念章（大正）[9]